# Johannes de Stokem
Johannes de Stokem (Stockem, Stokhem, Jean de Prato alias Stochem) (* um 1445 in Stokkem, damals im Hochstift Lüttich (?); † 2. oder 3. Oktober 1487 in Rom) war ein franko-flämischer Komponist, Sänger und Kleriker der frühen Renaissance.

## Leben und Wirken
Über die Herkunftsfamilie und die frühen Jahre von Johannes de Stokem konnte die musikhistorische Forschung bisher keine Erkenntnisse gewinnen. Erstmals genannt wird er als „duodenus“ an der Kathedrale Saint-Lambert in Lüttich im Jahr 1455. An dieser Kirche blieb er für einen großen Teil seiner Laufbahn als Priester und stieg in der Hierarchie allmählich auf, so dass er 1471–1474 den Rang eines „duodenatus mutatus“ innehatte. In dieser Zeit konnte er vermehrt günstige Benefizien auf sich vereinigen. Im Jahr 1478 wurde er Kanoniker der Petit-Table als Nachfolger von Henricus de Prato, mit dem er möglicherweise verwandt war.
Ein neuer Lebensabschnitt begann für Johannes de Stokem im Jahr 1481 mit der Ernennung zum Kapellmeister der Hofkapelle in Buda von Matthias I. Corvinus, König von Ungarn (Amtszeit 1458–1490). Es gibt keine sicheren Hinweise, auf welchem Weg der König auf Stokem aufmerksam wurde; Musikhistoriker vermuten, dass der Komponist und Musiktheoretiker Johannes Tinctoris hier eine Verbindung hergestellt hat, nachdem er der Musikerzieher von Beatrix von Aragón gewesen ist, der Gemahlin des ungarischen Königs. Tinctoris hat Stokem offenbar sehr geschätzt; Stokem bekam von ihm Auszüge aus seinem Traktat De inventione et usu musicae, nachdem er ihm dieses Traktat im Jahr 1487 gewidmet hat. Stokem hat zur deutlichen Hebung des Rufs der ungarischen Hofkapelle beigetragen; Bartholomeus Maraschi, der Kapellmeister der päpstlichen Kapelle in Rom, verglich sie in einem Brief von 1483 mit seiner Institution.
Weshalb Stokem im Jahr 1486 die ungarische Hofkapelle wieder verlassen hat, ist unbekannt. Er ging nach Italien und wirkte zwei Monate lang als Sänger an der Kirche Sanctissima Annunziata in Florenz. Anschließend wandte er sich nach Rom und trat in die dortige päpstliche Kapelle ein; Belege gibt es dafür vom September 1486 bis Januar 1487 und noch einmal im September 1487. Am 2. oder 3. Oktober 1487 ist Johannes de Stokem in Rom verstorben.

## Bedeutung
Nachdem ein wesentlicher Teil der Kompositionen Stokems verloren gegangen ist, kann sich eine Würdigung seines Werks nur auf die verbliebenen Kompositionen beziehen. Manche seiner Chansons, die hauptsächlich Verarbeitungen schon bestehender Melodien darstellen, weisen zwar keine besonders originelle Inspiration auf, zeigen aber eine echte kontrapunktische Erfindungskraft. Diese Fähigkeit, die schon in dem Rondeau „Ha! traitre amours“ erkennbar ist, kommt in dem Duo „Ave maris stella“ zur vollen Entfaltung. Der Umstand, dass seine Chansons von Petrucci gedruckt wurden, spricht für ihre Beliebtheit. Insgesamt lassen sich die wenigen und posthum überlieferten musikalischen Zeugnisse kaum mit dem Bild eines Musikers vereinbaren, der solch eine brillante Karriere gemacht hatte.

## Werke
- Geistliche Werke
  - Gloria de beata Virgine zu vier Stimmen
  - „Ave maris stella“ zu zwei Stimmen
- Weltliche Werke (Chansons)
  - Brunette zu fünf Stimmen
  - „Ha! traitre amours“ zu drei Stimmen
  - „Hélas ce n’est pas“ zu vier Stimmen
  - „J’ay pris mon bourdon“ zu vier Stimmen
  - „Je suis d’Alemagne“ zu vier Stimmen
  - „Pourquoy je ne puis dire“ / „Vray dieu d’amour“ zu vier Stimmen
  - „Serviteur soye“ zu vier Stimmen